# HMS Mersey (1913)
«Мерсі» (англ. HMS Mersey) — один з трьох моніторів типу «Хамбер» Королівського флоту. Побудований компанією Vickers для Бразилії та названий «Madeira», корабель було придбано Королівським флотом у 1914 році після початку Першої світової війни разом з однотипними Humber та Severn.

## Історія служби
Mersey мав у цілому успішну бойову кар'єру і взяв участь у двох відомих битвах. Під час битві на Ізері 1914, поблизу узбережжя Бельгії, корабель обстрілював німецькі війська та артилерійські позиції. Корабель вів настільки інтенсивний вогонь, що його башта головного калібру вийшла з ладу. Через відсутність запасних частин її замінили двома одиничними гарматами на носі і кормі.
У липні 1915-го року корабель відбуксирували до гирла ріки Руфіджі (за допомогою буксирів Ліверпулю HMS Blackcock, Sarah Joliffe та T A Joliffe, а також буксирів з Темзи Danube II, Southampton та Revenger) у Німецькій Східній Африці, де він та Severn зробили вирішальний внесок у знищення німецького легкого крейсера Königsberg.
Пізніше монітор вирушив до Середземномор'я, а після війни служив на ріці Дунай. Монітор піднявся до Галаца.
У 1921 році корабель продали на утилізацію.